# Wallaceova linie

Wallaceova linie

Wallaceova linie je zoogeografická hranice mezi ekosystémy Asie a Wallacey (oblasti se směsí asijských a australských společenstev). Poprvé se o ní zmínil Alfred Russel Wallace, po němž ji v roce 1868 pojmenoval Thomas Henry Huxley.
Wallaceova linie vede Lombockým průlivem mezi ostrovy Bali (Asie) a Lombok (Wallacea), Makassarským průlivem mezi Kalimantanem (Asie) a Sulawesi (Wallacea) a mezi Filipínami (Asie) a Molukami (Wallacea). Linii směrem na západ zřejmě posouvá Vánoční ostrov.
Linie existuje proto, že území na západ od ní byla v dobách ledových součástí pevninské Asie, takže se zde fauna mohla volně šířit z Asie, zatímco Wallacea byla vždy od okolní pevniny izolována okolním oceánem z důvodu velké hloubky průlivů podél Wallaceovy linie. Pro moderního člověka ale tato linie neplatila.